# Adam Królikiewicz
Adam Łukasz Królikiewicz (Leópolis, 9 de dezembro de 1894 - 4 de maio de 1966) foi um ginete polonês, especialista em saltos, medalhista olímpico. 

## Carreira
Adam Królikiewicz representou seu país com o cavalo Picador nos Jogos Olímpicos de Verão de 1924, na qual conquistou a medalha de bronze nos saltos individual.